# 科皮亚诺
科皮亚诺（義大利語：Copiano），是意大利帕维亚省的一个市镇。总面积4平方公里，人口1750人，人口密度437.5人/平方公里（2009年）。国家统计（ISTAT）代码为018053。